# Milorad Krivokapić (water-polo)
Pour les articles homonymes, voir Milorad Krivokapić.
Milorad Krivokapić (né le 8 janvier 1956 à Bijela) est un joueur de water-polo yougoslave (monténégrin).
Il est notamment champion olympique en 1984.